# Heinrich von Tiesenhausen
Heinrich von Tiesenhausen (* um 1520 auf Schloss Berson, heute lettisch Bērzaune; † 6. Mai 1600) war ein deutsch-baltischer Staatsmann und Historiker aus der Adelsfamilie Tiesenhausen.

## Leben
Heinrich von Tiesenhausen wurde bereits als Junge in die Dienste des letzten Erzbischofs von Riga, Wilhelm von Brandenburg, gegeben und stieg zu dessen Rat und Vertrautem auf. Er wurde mit diplomatischen Missionen an den Bruder Wilhelms, Herzog Albrecht von Preußen, und König Sigismund II. August von Polen betraut. Unter dem von Russland ausgehenden Druck des Livländischen Krieges wurde klar, dass sich der Deutsche Orden nicht aus eigener Kraft als Staat halten lassen würde. Sowohl Erzbischof Wilhelm wie auch sein Berater Tiesenhausen suchten daraufhin den Schulterschluss mit Polen. Livland kam 1561 unter einen polnischen Statthalter, durfte jedoch protestantisch bleiben. Die Polen setzten sich jedoch gegen russische Einfälle nach Livland nicht zur Wehr. 1577 wurden die Güter Tiesenhausens von russischen Truppen verwüstet, die auch seine Frau und einige seiner Kinder als Geiseln mit sich fortführten. Die Güter wurden anschließend von Polen besetzt und mussten ausgelöst werden, wie auch die Familie bei den Russen.
Das Schloss Berson ist heute Ruine.

## Werke
Als Autor verfasste Tiesenhausen eine Geschichte seiner Familie und eine Chronik der Erzbischöfe zu Livland. Weiter schrieb er eine Widerlegung des livländischen Chronisten Balthasar Rüssow und dessen Chronica Der Provintz Lyfflandt.

## Belege
1. ↑  Chronica Der Provintz Lyfflandt, darinne vormeldet werdt : Wo datsülvige Land ersten gefunden, unde thom Christendome gebracht ys : Wol de ersten Regenten des Landes gewesen sint : Van dem ersten Meister Düdesches Ordens in Lyfflandt, beth up den lesten, unde van eines ydtliken Daden : Wat sick in der voranderinge der Lyfflendeschen Stende, unde na der tydt, beth in dat negeste 1577. Jar, vor seltzame unde wünderlike gescheffte im Lande thogedragen hebben, nütte unde angeneme tho lesende, Korth unde loffwerdich beschreuen, Dörch Balthasar Rüssouwen Revaliensem. Rostock, Gedrücket dörch Augustin Ferber, 1578

| Personendaten    | Personendaten                                |
| ---------------- | -------------------------------------------- |
| NAME             | Tiesenhausen, Heinrich von                   |
| KURZBESCHREIBUNG | deutsch-baltischer Staatsmann und Historiker |
| GEBURTSDATUM     | um 1520                                      |
| GEBURTSORT       | Schloss Berson, heute lettisch Bērzaune      |
| STERBEDATUM      | 6. Mai 1600                                  |